# Берлинская строительная академия
Берлинская строительная академия (нем. Berliner Bauakademie; нем. Die Allgemeine Bauschule), или «Строительная академия Шинкеля» (Schinkelsche Bauakademie) — высшее учебное заведение для подготовки инженеров и проектировщиков-строителей, геодезистов и специалистов других строительных дисциплин. Расположена в центре Берлина на Шинкельплац (Schinkelplatz). Основана 18 марта 1799 года по указу короля Пруссии Фридриха Вильгельма III и вначале носила название «Высшая школа подготовки строителей» (Hochschule zur Ausbildung von Baumeistern). Школа была предшественником Берлинского технического университета. Здание с фасадом из красного кирпича было построено с 1832 по 1836 год по проекту выдающегося немецкого архитектора Карла Фридриха Шинкеля.
Остатки здания, разрушенного в 1945 году на исходе Второй мировой войны, были снесены в 1962 году. 11 ноября 2016 года началось восстановление уникального памятника архитектуры согласно решению Бундестага Германии под девизом «Как можно больше Шинкеля».

## История
Берлинская строительная академия была создана 18 марта 1799 года на базе строительного факультета Берлинской академии искусств по указу короля Пруссии Фридриха Вильгельма III с целью готовить, в отличие от академических институтов, строителей-практиков. В ходе обсуждения «тайные строительные советники»: инженер-гидравлик Иоганн Альберт Эйтельвейн, архитекторы Давид Жилли, Генрих Август Ридель, Карл Готтгард Лангганс, Фридрих Бехерер предложили преобразовать существующую архитектурную школу при художественной академии в строительную школу с названием «Bauakademie». Территориально школа была присоединена к Верхнему строительному управлению.
Такое решение было принято по той причине, что обучение архитекторов на факультете Академии искусств было недостаточно связано со строительной практикой и требованиями строительного кодекса. Прусский король сам сформулировал главную цель учебной программы: «практическая подготовка способных геодезистов и строителей». Фридрих Бехерер преподавал строительство зданий, Иоганн Альберт Эйтельвейн обучал механике и гидравлике, Ридель и Жилли — строительству дамб, шлюзов, мостов, портов и путей сообщения.
Занятия в новой школе начались 21 апреля 1799 года. В конце августа 1831 года Фридрих Вильгельм III утвердил предложение о переименовании «Строительной школы» в «Строительную академию». Первыми директорами Строительной академии были известный архитектор Фридрих Август Штюлер (1848—1865), архитектор Рихард Лука (1873—1877), затем профессор и ректор-основатель Королевского технического университета Шарлоттенбурга Герман Вибе (1877—1879).
Начиная с 1801 года Строительная академия входила в структуру Департамента надземного строительства, что способствовало практической направленности обучения. В числе первых учеников академии был архитектор Карл Фридрих Шинкель известный многими постройками в Берлине, в том числе получившего известность здания берлинской Строительной академии.
В результате слияния «Строительной академии» (Bauakademie) с Берлинской академией ремёсел (Berliner Gewerbeakademie) 1 апреля 1879 года возник «Королевский технический университет Берлин-Шарлоттенбург» — позднее Технический университет Берлина (Technische Universität Berlin).

## Здание Академии
Сразу после открытия в 1799 году школа арендовала помещение в центре Берлина на улице Унтер-ден-Линден рядом с существовавшей тогда гостиницей «Город Рим». Затем начиная с 1800 года школа занимала 3-й и 4-й этажи бывшего монетного двора на одной из центральных площадей Берлина — Вердершер-Маркт (Werderscher Markt). Впоследствии на площади располагались Рейхсбанк, министерство иностранных дел и т. д.
Начиная с 1806 года Строительная академия находилась на углу улиц Циммер и Шарлоттенштрассе в здании Тильш.
Король Пруссии Фридрих Вильгельм III принял решение о строительстве специального здания, которое бы отвечало нуждам практической подготовки архитекторов и инженеров, и в 1831—1836 годах по проекту Карла Фридриха Шинкеля было построено новое здание. Эта постройка получила широкую известность благодаря новаторскому использованию металлических конструкций. Шинкель придумал конструкцию из металлического каркаса с заполнением из красного кирпича без последующей штукатурки и окраски. Рельефные декоративные детали выполнены из терракоты. Жёсткая прорисовка измельчённых деталей, характерных для архитектуры позднего. классицизма, отвечает новым вкусам прусской архитектуры и ближе к стилю неоренессанс, который получит распространение в европейских станах несколько позднее. Творение Шинкеля также рассматривают в качестве предтечи новой архитектуры XX века: функционалзма и конструктивизма.

## Дальнейшая судьба здания
В 1884 году Академия утратила статус учебного заведения. На протяжении почти 50 лет (1885—1933) в здании Академии находился Прусский королевский институт фотограмметрии (de:Königlich Preussische Messbild-Anstalt), который начиная с 1921 года стал известен как Государственное управление фотографии (нем. Staatliche Bildstelle).
В период Веймарской республики здесь также находилась Немецкая высшая школа политических наук и другие государственные учреждения. С 1940 года здесь находился Немецкий институт страноведения. Во время Второй мировой войны здание сильно пострадало от бомбардировок, а в 1962 году правительство ГДР приняло решение о его сносе. В настоящее время ведутся работы по восстановлению здания по первоначальному проекту Карла Фридриха Шинкеля.
После восстановления исторического облика здания здесь предполагается разместить музей архитектуры, а также научно-исследовательский институт фирмы Мерседес-Бенц по разработке автомобиля будущего. Стоимость проекта оценивается в 51 миллион евро.